# Khỉ đầu chó olive
Khỉ đầu chó olive (danh pháp khoa học: Papio anubis), còn gọi là khỉ đầu chó Anubis, là một loài khỉ thuộc họ Cercopithecidae (Họ Khỉ Cựu Thế giới). Đây là loài khỉ đầu chó phân bố rộng rãi nhất, nó được tìm thấy tại 25 quốc gia khắp châu Phi, kéo dài từ Mali về phía đông tới Ethiopia và Tanzania. Quần thể bị cô lập cũng được tìm thấy ở một số vùng miền núi của sa mạc Sahara. Chúng sống ở xavan, thảo nguyên và rừng.
Khỉ đầu chó olive sinh sống thành từng nhóm từ 15 đến 150 con, bao gồm một vài con đực, nhiều con cái và con non của chúng. Mỗi con khỉ đầu chó có một thứ hạng xã hội ở trong nhóm.
Một lý do chính cho sự thành công cùa khỉ đầu chó ô liu là nhờ chúng là loài ăn tạp và giống như những con khỉ đầu chó khác, thực tế sẽ ăn bất cứ thứ gì. Như vậy, chúng có thể tìm thấy dinh dưỡng trong hầu hết mọi môi trường và có thể thích nghi với các chiến thuật kiếm ăn khác nhau. 